# Chiang Saen
Chiang Saen est une ancienne ville du nord (en) de la Thaïlande, capitale du district du même nom, dans la province de Chiang Rai.